# Zec Pabok
Pour les articles homonymes, voir Pabok.
La Zec Pabok est une "zone d'exploitation contrôlée" située dans la municipalité de Chandler (Québec), dans la municipalité régionale de comté (MRC) Le Rocher-Percé, dans la région administrative Gaspésie-Îles-de-la-Madeleine, Québec, au Canada. Ce zec a une vocation mixte dont la pêche au saumon.

## Géographie
La zec Pabok est située près des rives de la Baie des Chaleurs et voisine de la Zec des Anses.

## Toponymie
Le toponyme Zec Pabok a été officialisé le 12 décembre 1997 à la Banque des noms de lieux de la Commission de toponymie du Québec.